# F.L.Y.
F.L.Y. foi uma banda pop letã do princípio da década de 2000.
A seguir à final letã para a escolha da canção da Letónia para o Festival Eurovisão da Canção 2002, Mārtiņš Freimanis  teve a ideia de participar no festival do próximo ano.
No outono de de 2002, durante um torneio de ténis transmitido pela televisão  pública letã Latvijas Televīzija, Mārtiņš Freimanis, Lauris Reiniks e  Yana Kay, começaram a discutir a formação de uma grupo e desta forma nasceu o trio  F.L.Y. A canção deles  "Hello From Mars" foi escrita por  Mārtiņš Freimanis e Lauris Reiniks e foi gravada pouco tempo depois.
Cada membro da banda tem a sua própria carreira musical.Yana Kay e Lauris Reiniks foram cantores solo e cada um deles lançou um álbum, enquanto  Mārtiņš Freimanis era o vocalista da banda Tumsa, que lançou três álbuns.
Yana Kay, Lauris Reiniks e Mārtiņš Freimanis haviam participado em várias eliminatórias para a final letã, mas só tiveram sorte em 2003, quando venceram como banda,com a canção  "Hello From Mars, ganhando  o direito de representar a Letónia no Festival Eurovisão da Canção 2003.e terminaram em 24.º lugar (entre 26 participantes).
A banda foi dissolvida em 2005.

## Discografia
- "Never Look Back" (2003)